# 長尾扁裸藻
長尾扁裸藻（学名：Phacus longicaudus）为裸藻科扁裸藻屬下的一个种。